# Лог Лейн Вилидж
Лог Лейн Вилидж (на английски: Log Lane Village) е град в окръг Морган, щата Колорадо, САЩ. Лог Лейн Вилидж е с население от 1006 жители (2000) и обща площ от 0,6 km². Намира се на 1318 m надморска височина. ЗИП кодът му е 80705, а телефонният му код е 970.